# Börje Cronholm
Lars Börje Cronholm, född den 28 augusti 1913 i Lund, död den 11 oktober 1983 i Stockholm, var en svensk psykiater och professor i psykiatri vid Karolinska Institutet.

## Utbildning och tjänstgöring
Efter studentexamen i Malmö 1931 började Cronholm studera medicin i Lund. Där blev han med.lic. 1941. Han försvarade 1951 i Stockholm sin doktorsavhandling om fantomupplevelser hos amputerade.  Efter disputationen fick han en docentur i psykiatri och 1962 utnämndes han till professor i psykiatri vid Karolinska Institutet, en tjänst som han upprätthöll till utgången av år 1979, då han blev emeritus. Han avled 1983 efter att ha drabbats av en elakartad hjärntumör. 
Sin läkargärning inledde Cronholm som underläkare vid Sahlgrenska sjukhusets psykiatriska klinik 1944–47, förste underläkare vid Karolinska sjukhusets psykiatrinska klinik 1947–53, biträdande läkare vid Beckomberga sjukhus 1953–55, och överläkare vid Karolinska sjukhusets psykiatriska klinik från 1955.

## Familjeförhållanden
Börje Cronholm var son till rektorn L. Oscar G. Cronholm  och Ellen Sandberg. Gift med Ulla född Fresk (1919-2002).  
Paret fick tre barn: Pia  (1942), bibliotekarie i Lidingö, Tomas (1943), professor vid KI och Per (1946), datachef på SCB. Börje Cronholm är farfar till konstnären Ellen Cronholm.

## Forskarkarriär
Cronholm hade ett stort konstintresse och i umgänget återfanns flera samtida konstnärer, kanske främst Roland Svensson. Han behandlade i flera skrifter särskilt schizofrenas konst, bland andra Ester Hennings (1887–1985) verk. Vid tjänstgöring på Beckomberga sjukhus under 1950-talet fick han god kontakt med henne själv och hennes kurator. Tack vare hans framsynthet förvaras nu ett åttiotal färgkritsteckningar av Henning på Nationalmuseum.  Cronholms forskning under senare år rörde främst psykologiska mätmetoder vid studier av minnesstörningar, hjärnskador, åldrande och depressionssjukdomar. Resultaten väckte internationell uppmärksamhet och med växande anseende följde medlemskap i flera utländska vetenskapliga sammanslutningar.
Cronholm var från 1964 dåvarande Medicinalstyrelsens, numera Socialstyrelsens vetenskapliga råd i psykiatriska frågor. Han var medlem av i Medicinska forskningsrådet åren 1973-1980 och var ordförande i Svenska Läkaresällskapet 1980-1981.  Därigenom blev han även berörd av nobelpriskommitténs arbete och utsedd att hålla talet till Konrad Lorenz vid utdelningen av dennes nobelpris 1973.